# تپه امامزاده تپه سی۱
تپه امامزاده تپه سی۱ در شهرستان آوج، بخش مرکزی، روستای لک واقع شده و این اثر در تاریخ ۱۹ اسفند ۱۳۸۰ با شمارهٔ ثبت ۴۹۴۳ به‌عنوان یکی از آثار ملی ایران به ثبت رسیده است.